# Independent Foreign Fiction Prize
L'Independent Foreign Fiction Prize è stato un premio letterario britannico destinato ai migliori autori tradotti nel Regno Unito.
Il premio fu creato nel 1990 dal quotidiano The Independent; tra il 1996 e il 2000 non fu assegnato, per essere poi reintrodotto nel 2001 grazie all'interessamento e al supporto finanziario dell'Arts Council England. Dal 2011 ad assegnare il premio è stata la  Booktrust. Nel 2015, il premio è stato fuso con il Man Booker International Prize.
Al vincitore e al traduttore andavano 5000£. La famiglia di vinicoltori francesi Taittinger sponsorizza il premio.